# 우리이앤엘
우리이앤엘(Woori-E&L)은 대한민국의 LED 패키지 제조 기업이다. 본사는 경기도 안산시 단원구 성곡로 79에 위치해 있다. 대표이사는 차기현이다.

## 참고 문헌
1. ↑  한국IR협의회 기술분석보고서-우리이앤엘, 2023.12.07
2. ↑  우리이앤엘, LG디스플레이 LED 모듈 시장 절반 점유 - 전자부품 전문 미디어 디일렉, 2021.06.22
3. ↑  우리이앤엘, 정치테마주? +24% 강세, 2021.04.12
4. ↑  우리이앤엘, 영업익 50억…전년비 83%↑, 2024년 8월 16일